# Índias

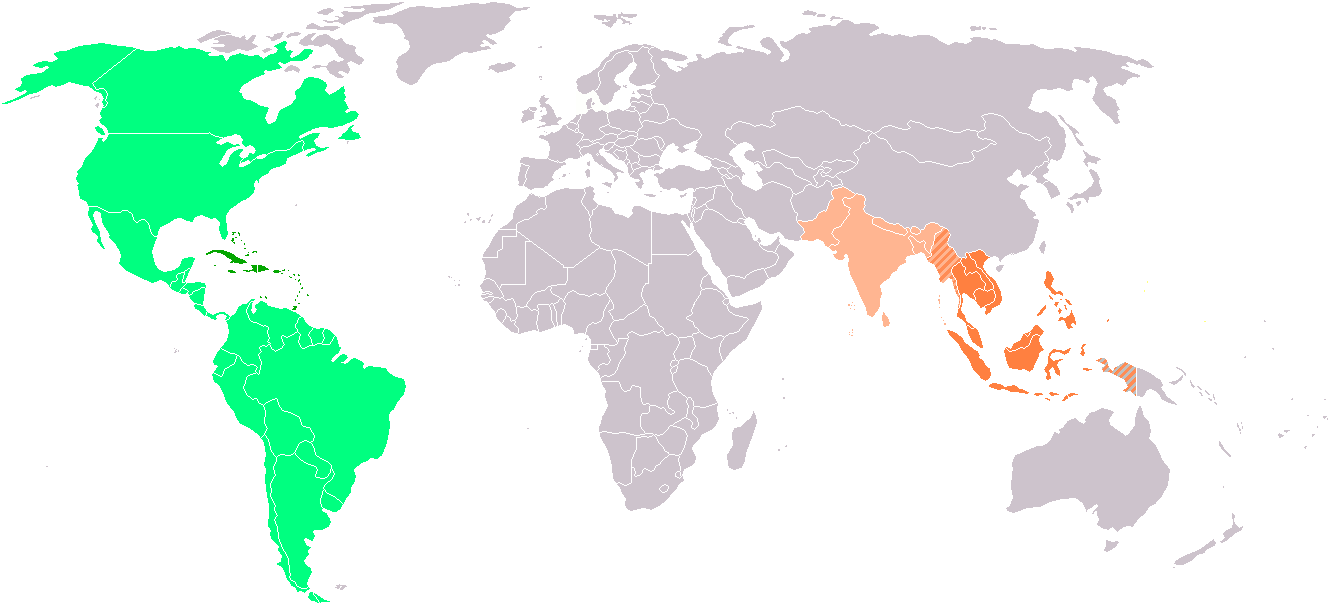
Índias Orientais:
As Índias no sentido inicial, incluindo o subcontinente indiano.
As Índias Orientais, conceito posterior.
Índias Ocidentais:
As Índias Ocidentais nomeadas por Colombo em 1492.
As Indias Ocidentais, conceito alargado a toda a América e caído em desuso.

As Índias (plural de Índia, o território de referência) foi a forma como até ao início do século XIX os europeus designaram várias regiões, primeiro na Ásia e depois na América. O termo incluiu as Índias Orientais (no sudeste asiático) e as Índias Ocidentais (as Caraíbas). O termo Índias Orientais de então corresponde na prática à actual designação de Insulíndia, enquanto o correspondente nas Caraíbas caiu em desuso mais rapidamente.

## O conceito original
O termo "Índias" era usado na Europa, num sentido alargado, para referir várias regiões da Ásia não mapeadas - abrangendo a Ásia Meridional e o Sueste asiático e popularizou-se desde que Marco Pólo relatou as suas viagens. No século XV, a busca das riquezas das "Índias" motivou a chamada Era dos Descobrimentos. Liderados pelos portugueses, marinheiros e comerciantes iniciaram então a busca de um caminho marítimo para a Índia, em busca de especiarias, ouro, algodão, indigo, ou materiais de joalharia (diamantes, rubis, pérolas, corais, marfim), madeiras finas como o sândalo, a teca, o ébano, o pau-santo, etc. Em 1498 Vasco da Gama chegou a Calecute, estabelecendo a primeira ligação directa para a Ásia por via marítima, iniciando a "carreira da Índia", a rota de comércio que traria grandes riquezas para Portugal e para a Europa. 

## O erro de Colombo em 1492 e as Índias Ocidentais
Na corrida para chegar às Índias, em 1492 Cristovão Colombo aportou nas Caraíbas. Pensando ter chegado à Ásia navegando para oeste no que era primeiro contacto com a América, continente então desconhecido para os Europeus chamou-lhes "Índias ocidentais".